# Janina Stopper

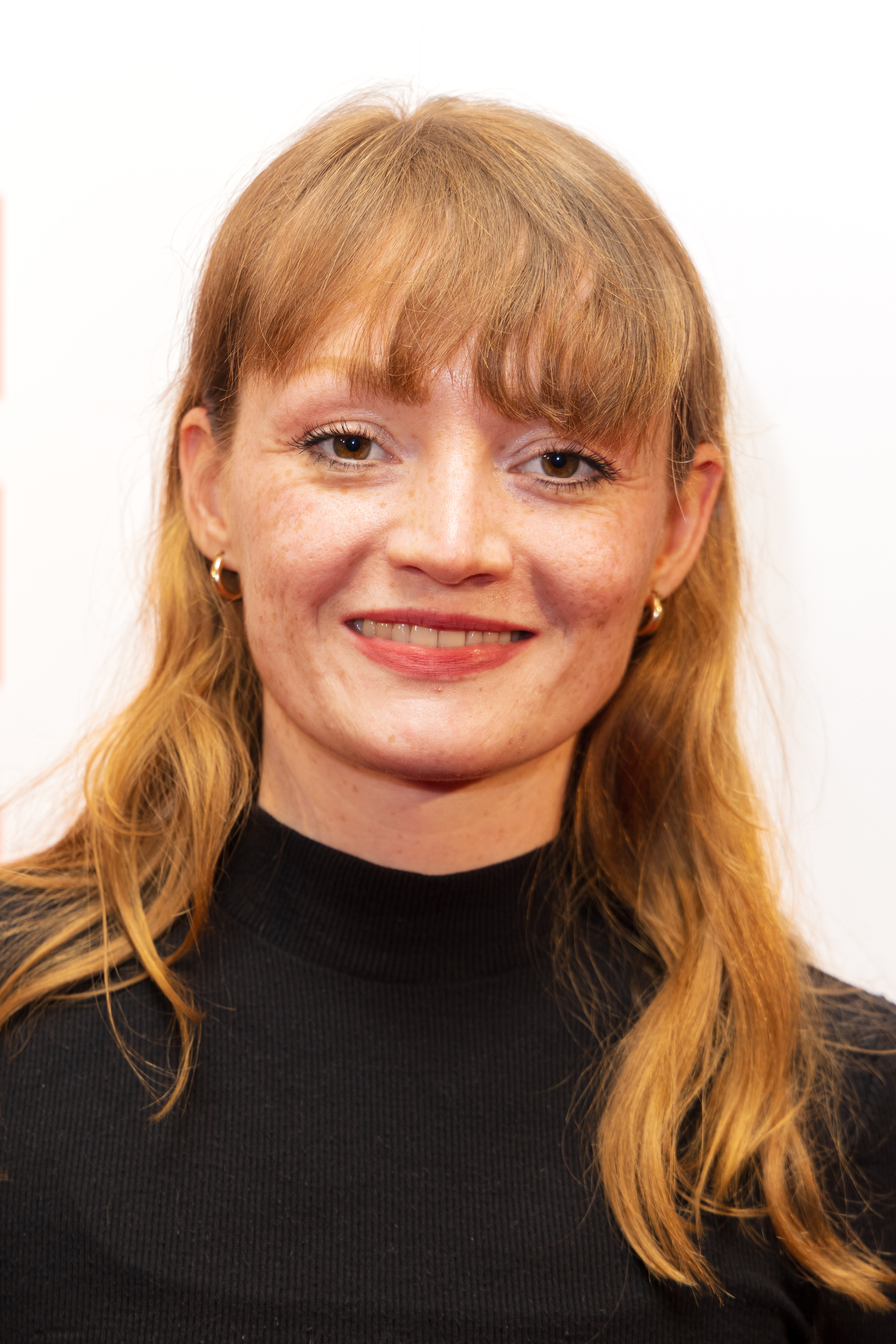
Janina Stopper, 2023

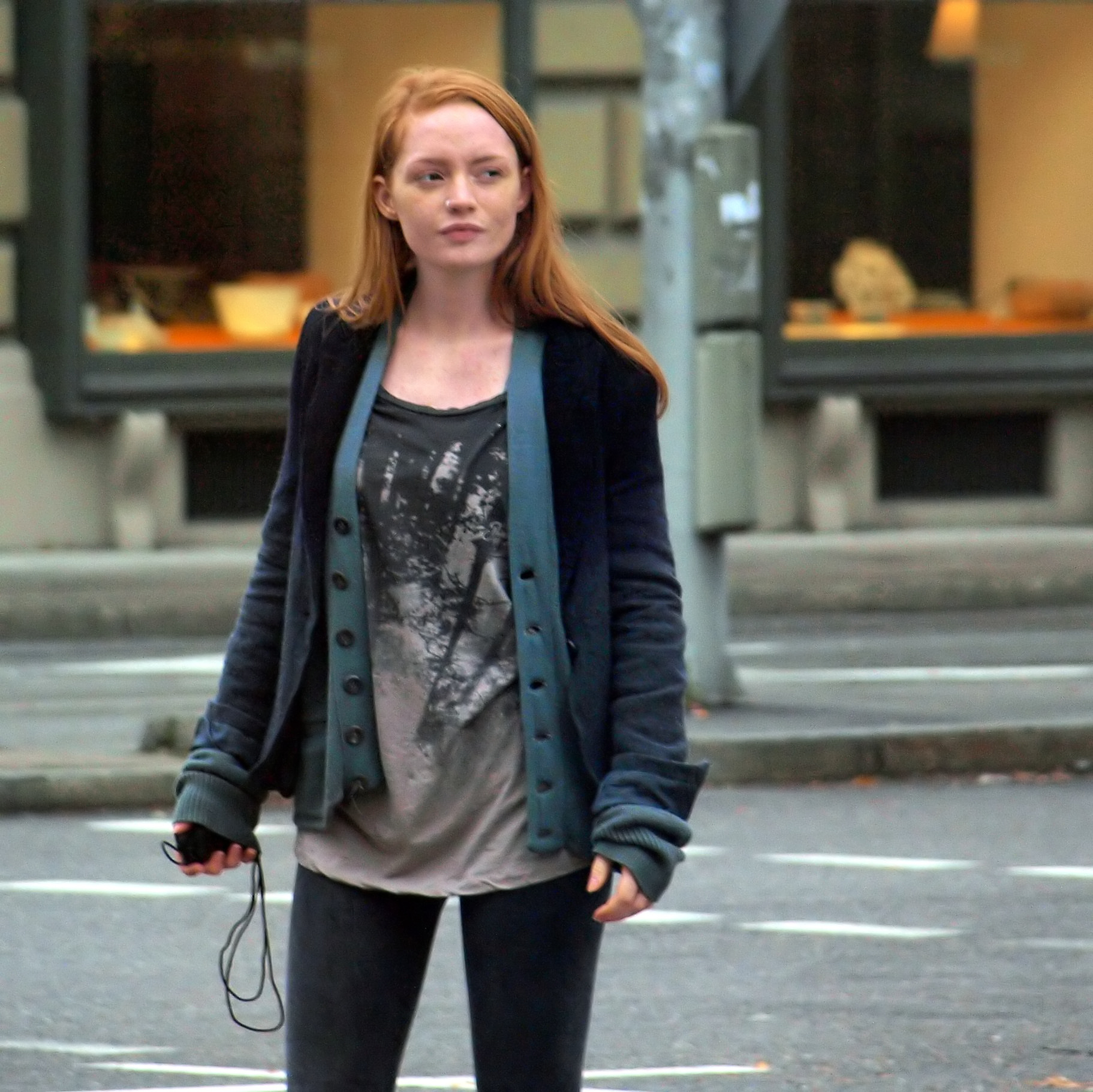
Janina Stopper während der Dreharbeiten zu „Papa allein zu Haus“ (2009)

Janina-Anna Katharina Stopper (* 25. Mai 1989 in München) ist eine deutsch-österreichische Schauspielerin.

## Karriere
Stopper begann ihre Karriere in den 1990er-Jahren als Kinderdarstellerin. Nach einem Auftritt in Yasemin Şamderelis Hochschul-Kurzfilm Lieber Gott erhielt sie 1996 eine kleinere Rolle in Rainer Kaufmanns erfolgreichem Kinofilm Die Apothekerin. Als Jugendliche spielte sie außer in Fernsehserien wie Siska und SOKO 5113 im Jahr 2004 neben Senta Berger und Peter Sattmann im ARD-Zweiteiler Emilia. Es folgten anspruchsvolle Hauptrollen in Fernsehproduktionen wie Bloch und Tatort. Im Jahr 2007 stand Stopper für einige Folgen der Fernsehserie In aller Freundschaft vor der Kamera. 2009 spielte sie an der Seite von Monica Bleibtreu und Julia Jentsch im Kinofilm Tannöd. Von 2010 bis 2014 studierte sie Schauspiel an der Hochschule für Film und Fernsehen Potsdam.

## Auszeichnungen
Im April 2007 erhielt Janina Stopper unter anderem für ihre Hauptrolle im ARD-Fernsehfilm Bloch: Die Wut den Günter-Strack-Fernsehpreis. Für ihre Rolle der minderjährigen und überforderten Mutter in der Tatort-Folge Kleine Herzen wurde sie 2008 mit dem Nachwuchsförderpreis des Bayerischen Fernsehpreises und dem New Faces Award ausgezeichnet.

## Filmografie
- 1995: Lieber Gott (Kurzfilm)
- 1997: Die Apothekerin
- 1997: Maja
- 1998: Die Hochzeit
- 1999: Else – Geschichte einer leidenschaftlichen Frau
- 1999: Nachtansichten (Kurzfilm)
- 2000: Aeon – Countdown im All
- 2002: Der Liebe entgegen
- 2003: D.I.K. – Jagd auf Virus X
- 2003: Endlich Sex!
- 2003: Für alle Fälle Stefanie
- 2004: Emilia
- 2004: Garage Love (Kurzfilm)
- 2004: Puca (Kurzfilm)
- 2005: Der Bergpfarrer
- 2005: Freiheit in Grenzen
- 2005: Inga Lindström – Im Sommerhaus
- 2005: Unter der Sonne (Kurzfilm)
- 2005: Siska – Verlorener Sohn
- 2006: Auf ewig und einen Tag
- 2006: Bloch – Die Wut
- 2006: In aller Freundschaft – Flucht nach vorn & Vertrauensfragen
- 2007: Verlassen
- 2007: In aller Freundschaft – Für immer...
- 2007: Tatort: Blutsbande
- 2007: Tatort: Kleine Herzen
- 2008: Stolberg – Eisprinzessin
- 2008: Tod in der Eifel
- 2008: SOKO Leipzig – Im Fokus
- 2008: Der Froschkönig (ARD-Märchenfilmreihe Sechs auf einen Streich)
- 2008: Polizeiruf 110: Wie ist die Welt so stille
- 2009: Ein Fall für zwei – Erben gesucht
- 2009: Tannöd
- 2010: Klimawechsel (von Doris Dörrie)
- 2010: Das Haus ihres Vaters
- 2010: SOKO Köln – Die Berufenen
- 2011: Papa allein zu Haus
- 2011: Der Alte – Schleichendes Gift
- 2011: SOKO 5113 – Hausmach
- 2011: Tatort: Schwarze Tiger, weiße Löwen
- 2011: SOKO Wismar – Tod eines Richters
- 2012: Küstenwache – Zerstörte Träume
- 2012: Ein Liebesspiel (Kurzfilm)
- seit 2012: Dahoam is Dahoam
- 2013: SOKO 5113 – Brennendes Herz
- 2014: Der Staatsanwalt – Das Luder
- 2015: Eine wie diese
- 2015: Letzte Spur Berlin – Sprachlos
- 2016: Notruf Hafenkante – Geld oder Moral
- 2016: Verrückt nach Fixi
- 2016: In aller Freundschaft – Die jungen Ärzte – Wer bist du wirklich?
- 2019: Tierärztin Dr. Mertens
- 2020: Dunkelstadt
- 2021: Der Alte – Unsterblich
- 2021: Polizeiruf 110: Hermann
- 2021: Der Masuren-Krimi – Fangschuss
- 2021: Blutige Anfänger – Winzerblut
- 2023: Der Staatsanwalt – Unter Druck
- 2023: Letzte Spur Berlin – Der Wanderer
- 2023: Die Flut – Tod am Deich (Fernsehfilm)
- 2024: Die Notärztin (Fernsehserie)

## Theater (Auswahl)
- 2016: Bad Hersfelder Festspiele – Hexenjagd (Inszenierung: Dieter Wedel)[3]

## Hörspiele
- 2010: Bodo Traber: Vor Sonnenaufgang – Regie: Petra Feldhoff (WDR)
- 2012: Jiro Taniguchi: Vertraute Fremde – Bearbeitung und Regie: Martin Heindel (NDR)
- 2013: Martin Heindel: Eifelgeist – Regie: Martin Heindel (WDR)
- 2013: H. C. Artmann: Grünverschlossene Botschaft – Regie: Martin Heindel (HR)
- 2013: Erhard Schmied: Die Spur des Geldes – Regie: Christoph Pragua (WDR)
- 2014: Michela Murgia: Accabadora – Bearbeitung und Regie: Uwe Schareck (WDR)
- 2014: Richard Calder: Tote Mädchen (2 Teile) – Bearbeitung und Regie: Martin Heindel (WDR)
- 2014: Robert Wilson: Stirb für mich (2 Teile) – Bearbeitung und Regie: Walter Adler (WDR)
- 2015: Stephan Kaluza: Tabledance – Bearbeitung und Regie: Martin Heindel (WDR)
- 2015: Laura Tirandaz: Choco Bé – Regie: Martin Zylka (SR/Deutschlandradio)
- 2016: Martin Heindel: Die Fabrik – Regie: Martin Heindel (WDR)
- 2016: Martin Heindel: Small Wonders – Regie: Martin Heindel (HR)
- 2016: Michaela Falkner: Der Vogel, der Vogel – Regie: Michaela Falkner (WDR)